# Vibi Seqüestre
Vibi Seqüestre (en llatí Vibius Sequester) va ser un escriptor romà que segurament va viure al segle v.
Va escriure una obra on donava detall de tots els noms geogràfics mencionats pels poetes romans, incloent una carta d'introducció dirigida al seu fill Virgilià. El tractat estava dividit en set seccions arranjades cadascuna en orde alfabètic:
- 1. Flumina (rius)
- 2. Fontes (fonts)
- 3. Lacus (llacs)
- 4. Nemora (boscos)
- 5. Paludes (aiguamolls, estanys)
- 6. Montes (muntanyes)
- 7. Gentes (persones)

Alguns manuscrits afegeixen una vuitena secció sobre les set meravelles del món. Les seccions estan ordenades alfabèticament i les descripcions que es fan són extremadament curtes, indicant majoritàriament només el país on es troba el riu, el llac, el bosc, el pantà o l'accident geogràfic de què es tracti.
De la seva història personal no se'n sap res. Va haver de viure després de la meitat del segle IV i segurament al segle v, però les dates exactes no han pogut ser concretades.